# Leo Howard
Leo Richard Howard (Newport Beach, Californië, 13 juli 1997) is een Amerikaans acteur, model en vechtkunstbeoefenaar. Hij is onder andere bekend vanwege zijn rollen in G.I. Joe: The Rise of Cobra als Young Snake Eyes, Conan the Barbarian als jonge Conan en als Jack in Kickin' It.

## Beginjaren
Leo Howard is geboren op 13 juli 1997 in Newport Beach, Californië. Hij is de zoon van Randye en Todd Howard. Zijn ouders zijn professionele hondenfokkers. Hij begon met martial arts toen hij ongeveer 4 jaar was en hij begon met acteren op 7-jarige leeftijd.

## Filmografie
| Film       | Film                             | Film              | Film                                                                                         |
| Jaar       | Film                             | Rol               | Opmerking                                                                                    |
| ---------- | -------------------------------- | ----------------- | -------------------------------------------------------------------------------------------- |
| 2009       | Aussie and Ted's Great Adventure | Eric Brooks       |                                                                                              |
| 2009       | G.I. Joe: The Rise of Cobra      | Young Snake Eyes  |                                                                                              |
| 2009       | Shorts                           | Laser Short       |                                                                                              |
| 2009       | Children of the Corn             | Additional Voices |                                                                                              |
| 2010       | Logan                            | Logan Hoffman     |                                                                                              |
| 2011       | Conan the Barbarian              | Jonge Conan       |                                                                                              |
| Televisie  |                                  |                   |                                                                                              |
| Jaar       | Serie                            | Rol               | Opmerking                                                                                    |
| 2005       | Monk                             | Little Karate Kid | Seizoen 4 Aflevering 2 "Mr. Monk Goes Home Again"                                            |
| 2009–2010  | Leo Little's Big Show            | Leo Little        | Hoofdrol                                                                                     |
| 2009–2010  | Zeke & Luther                    | Hart Hamlin       | Seizoen 1 Aflevering 16 "Crash Dummies"; Seizoen 2 Aflevering 12 "Luther Waffles: Skate Cop" |
| 2011       | PrankStars                       | Zichzelf          | Aflevering: "Stick it to Me"                                                                 |
| 2011–heden | Kickin' It                       | Jack Brewer       | Hoofdrol                                                                                     |
| 2012-heden | Shake It Up                      | Logan Hunter      | Seizoen 3                                                                                    |
| 2019       | Why Women Kill                   | Tommy Harte       | Seizoen 1                                                                                    |

- Library of Congress Control Number: no2010015015
- Virtual International Authority File: 106926470
- WorldCat: E39PBJrRgWcvmdWkddvktbpHG3